# Charles Henry Bennett
Charles Henry Bennett (Nova Iorque, 1943) é um físico, criptógrafo e cientista da computação estadunidense. É um dos descobridores do teletransporte quântico.

## Biografia
Nascido em 1943 em Nova Iorque, ele obteve o Bacharelado em química pela Brandeis University em 1964, e o Doutorado em Harvard em 1970 por estudos de dinâmica molecular (simulação computacional do movimento molecular) com David Turnbull e Berni Alder. Nos dois anos seguintes, ele continuou esta pesquisa com o físico indiano Aneesur Rahman (1927-1987) no Argonne National Laboratory.
Desempenhou um papel importante na elucidação das interconexões entre a física e a informação, em particular no campo da computação quântica, mas também em autômatos celulares e computação reversível. Ele descobriu, com Gilles Brassard, o conceito de criptografia quântica e é um dos fundadores da moderna teoria quântica da informação.
Em 1972 ingressou na IBM Research, e em 1982, propôs uma re-interpretação do Demônio de Maxwell, atribuindo a sua incapacidade de quebrar a segunda lei da termodinâmica.
Em colaboração com Gilles Brassard da Universidade de Montreal, ele desenvolveu um sistema prático de criptografia quântica, conhecido como BB84, que permite a comunicação segura entre as partes que, inicialmente, não compartilham nenhuma informação secreta, baseado no princípio da incerteza. Em 1989, com a ajuda de John A. Smolin, ele fez a primeira demonstração mundial do trabalho da criptografia quântica.
Seus interesses de pesquisa incluem a teoria algorítmica da informação, na qual os conceitos de informação e aleatoriedade são desenvolvidos nos termos da relação input/output (entrada / saída) dos computadores universais (Máquina de Turing), e à utilização destes para definir a complexidade intrínseca ou "profundidade lógica" de um estado físico, como o tempo exigido por um computador universal para simular a evolução de um estado a partir de um estado aleatório inicial.
Em 1993, Bennett e Brassard, em colaboração com outros pesquisadores, descobriram o "teletransporte quântico", no qual a informação completa em um estado quântico desconhecido é decomposta em informações puramente clássicas e puramente não-clássicas tendo em base as correlações do Paradoxo EPR, enviada por meio de dois canais separados, e mais tarde reunida em um novo local para produzir uma réplica exata do estado quântico original que foi destruído no processo de envio.
De 1995 a 1997, trabalhando com Smolin, William Wootters e David P. DiVincenzo da IBM, e outros colaboradores, ele apresentou várias técnicas para a transmissão fiel da informação clássica e quântica através de canais ruidosos.
Trabalhos recentes realizados por Bennett na IBM constituem uma revisão da base física da informação e a aplicação da física quântica para problemas de fluxo de informações. Sua obra teve um papel importante no desenvolvimento de uma interligação entre a física e a informação.